# 9-та піхотна дивізія (Російська імперія)
9-та піхотна дивізія — піхотне з'єднання в складі Російської імператорської армії.
Штаб дивізії: Полтава. Входила до 10-го армійського корпусу.

## Історія дивізії

### Формування
Сформована 5 лютого 1806 року як 1-ша дивізія. До 13 жовтня 1810 року до складу дивізії входила кавалерійська бригада. З 1811 дивізію перейменовано на 11-ту піхотну. Згодом склад частин дивізії неодноразово змінювався. До 1914 входила до складу 10-го армійського корпусу.
- 05.02.1806 — 04.05.1806 — 1-ша дивізія
- 04.05.1806 — 27.03.1811 — 2-га дивізія
- 27.03.1811 — 12.01.1827 — 11-та піхотна дивізія
- 12.01.1827 — 06.12.1828 — 1-ша бригада зведеної дивізії 4-го піхотного корпусу
- 06.12.1828 — 02.04.1833 — 11-та піхотна дивізія
- 02.04.1833 — 25.01.1918 — 9-та піхотна дивізія

1812 року до складу дивізії входили:
- 1-ша бригада
  - Кексгольмський піхотний полк
  - Перновський піхотний полк
- 2‑га бригада
  - Полоцький піхотний полк
  - Єлецький піхотний полк
- 3‑тя бригада
  - 1‑й єгерський полк
  - 33‑й єгерський полк
- 17‑та польова артилерійська бригада

### Бойові дії
У Бородінській битві 1-ша бригада дивізії захищала центр російської позиції, відбиваючи атаки кавалерії генерала Латур-Мобура.
Брала участь у Рава-Руській операції 1914 р. Дивізія — учасниця Люблінсько-Холмської битви 9—22 липня 1915 р.
До січня 1918 року дивізія з приданою артилерійською бригадою, що знаходилися у складі 10-го армійського корпусу 9-ї армії, були українізовані. Згідно з наказом по Румунському фронту від 19 лютого 1918 р. дивізія вважалася розформованою з 25 січня 1918 року.

## Склад дивізії (з 02.04.1833, місця дислокації та повні найменування частин — на поч. ХХ ст.)
- 1-ша бригада (Полтава)
  - Єлецький піхотний полк
  - 34-й піхотний Севський генерала графа Каменського полк
- 2-га бригада (Кременчук)
  - 35-й піхотний Брянський генерал-ад'ютанта князя Горчакова полк[6]
  - 36-й піхотний Орловський генерал-фельдмаршала князя Варшавського графа Паскевича-Ериванського полк (з 1903 року дислокувався у Полтаві, пізніше переведений до Кременчука, на місце дислокації 34 Севського полку)
- 9-та артилерійська бригада (Полтава)